# Stéphane Monclaire
Stéphane Monclaire é francês, professor de ciência política e brasilianista,
nasceu em Paris no ano de 1957. Formado em direito, ciência política e
sociologia, ele ensina desde 1984 na Sorbonne (Université Paris 1). Ele começa a trabalhar sobre o Brasil político em 1987. Desde o fim dos anos 1990 foi várias
vezes professor convidado em universidades brasileiras e é pesquisador no
CREDA (Centre de Recherche des Amériques). Suas publicações científicas
tratam principalmente das relações entre direito e política. Publicou dezenas de textos sobre as instituições políticas centrais (poderes legislativo
e executivo, partidos políticos, justiça, …), sobre a transição democrática, o processo constituinte, as
políticas públicas, as crises políticas e as competições eleitorais no Brasil. Trabalha atualmente sobre a construção da nação brasileira através do futebol e sobre o carisma do presidente Lula.
Seus textos sobre o processo constituinte brasileiro fazem autoridade. Em outubro de 2013 ele fez parte das 100 pessoas (intelectuais, juristas, empresários, políticos e profissionais de diversas áeras) entrevistadas pela revista Veja, principal semanal brasileira, sobre os 25 anos da Constituição de 1988 e sua visão da Carta. Nesta lista de 100 pessoas, ele era o único brasilianista. Ele detém provavalmente a mais ampla documentação, depois do Congresso, sobre a Assembléia Nacional Constituinte cujos intensos debates deram nascimento à Constituição Federal de 1988. Ele dirige, desde 2012, uma editora de livros em versão eletrônica (AFBRAS), consagrados ao Brasil político.
Na sua juventude, de 1977 a 1986 ele era diretor de filmes (geralmente curtas-metragens) projetados em festivais de cinema experimental e na cinemateca francesa. Naquela época atou também em alguns filmes de Joseph Morder, Téo Hernandez, Gérard Courant. Depois ficou muito cinéfilo.

## Publicações selecionadas
- A constituição desejada, Brasília, Senado Federal, 1991.
- Democracia, transição e consolidação, Curitiba, 2001.
- Para uma arqueologia constitucional, Revista de Informação Legislativa, Brasília, vol. 41, n°162, 2005.
- Partis et système de partis au Brésil, Jean Michel Blanquer et Hélène Quanquin (dir.), Voter dans les Amériques , Paris, Institut des Amériques ed., 2005.
- Um processo de longo prazo, in Bruno Dantas e ali org., Constituição de 1988 : o Brasil vinte anos depois, Brasília, Cegraf – Senado federal, vol.1, 2008.
- Uma imagem piedosa; melhor, uma mitografia : análise e comentários do principal cartaz do candidato Lula na eleição presidencial de 2006, Juris - Revista da FURG, n°13, 2008.
- L’action à l’international du Brésil de Lula jugée par la presse et au-delà: objectivations et conceptualisations de métamorphoses, in Denis Rolland e Antônio Carlos Lessa coord., Relations internationales du Brésil : les chemins de la puissance, Paris, L’Harmattan, vol. 1, 2010.
- Entrevista com o brasilianista Stéphane Monclaire : entre direito e política, in Revista Juris, FURG, 2013, pp 111-154 (longa entrevista, dada em 2006 e que comporta diversos elementos biográficos).